# نوم ری
نوم ری یا نومری کوهی به ارتفاع ۶۶۷۷ متر واقع در هیمالیای نپال در منطقهٔ خومبو است که در دره هونکو در شمال غربی کوه بارونتسه و جنوب کوه چو پولو و شرق دهکدهٔ چوکونگ قرار دارد.

## نخستین صعود
نخستین صعود به کوه نوم ری توسط گروه آلمانی هفت‌نفره‌ای به سرپرستی اولاف ریک در تاریخ ۷ نوامبر ۲۰۰۲ صورت گرفت. گروه کمپ اصلی خود را در ارتفاع ۵٬۱۴۰ متری در یخچال ایمجا واقع در جنوب آیلند پیک برپا کرد و دو کمپ دیگر را در نقاط بالاتر ساخت. کمپ دوم در غاری یخی در ارتفاع ۶٬۱۸۵ متری قرار داشت و از آنجا سه نفر از اعضای گروه شامل اولاف ریک، کارستون اشمیت و لیدیا شوبرت کار صعود به قله را از جبههٔ غربی کوه آغاز کردند. این مسیر به‌طور میانگین دارای شیبی ۳۰ درجه‌ای بود و در طول آن خطر ریزش بهمن وجود داشت. همچنین عمق برف در جاهایی برای گروه دردسرساز بود و در ارتفاعات بالاتر نیز بخش بزرگی از یک یخچال فرو ریخت. با وجود این گروه آلمانی توانست سرانجام با موفقیت قلهٔ نوم ری را فتح نماید.